# Clapham North
Clapham North è una stazione della linea Northern della metropolitana di Londra.

## Storia
La stazione è stata aperta al pubblico a giugno del 1900 con il nome di Clapham Road dalla City & South London Railway (CSLR), nel nuovo tratto prolungato da Stockwell. Sottoposta a lavori di ricostruzione tra il 1923 e il 1924, nel 1926 è stata rinominata Clapham North, sulla diramazione di Morden della linea Northern.
L'edificio originale della stazione, progettato da T. P. Figgis, è stato ricostruito nel 1924 su disegno di Charles Holden. In quell'occasione sono state aggiunte le scale mobili e sono state rifatte la biglietteria e la facciata. Nel 1996 è stata rinnovata tutta la piastrellatura dell'entrata della stazione.
Quella di Clapham North è una delle otto stazioni della metropolitana di Londra dotate di un rifugio antiaereo risalente alla seconda guerra mondiale.

## Interscambi
La stazione funge da interscambio con la vicina stazione ferroviaria di Clapham High Street situata sulla South London Line e servita dai treni della linea East London della London Overground.
Nelle vicinanze della stazione effettuano fermata alcune linee urbane automobilistiche, gestite da London Buses.
- Stazione ferroviaria (Clapham High Street, London Overground)
- Fermata autobus

## Galleria d'immagini

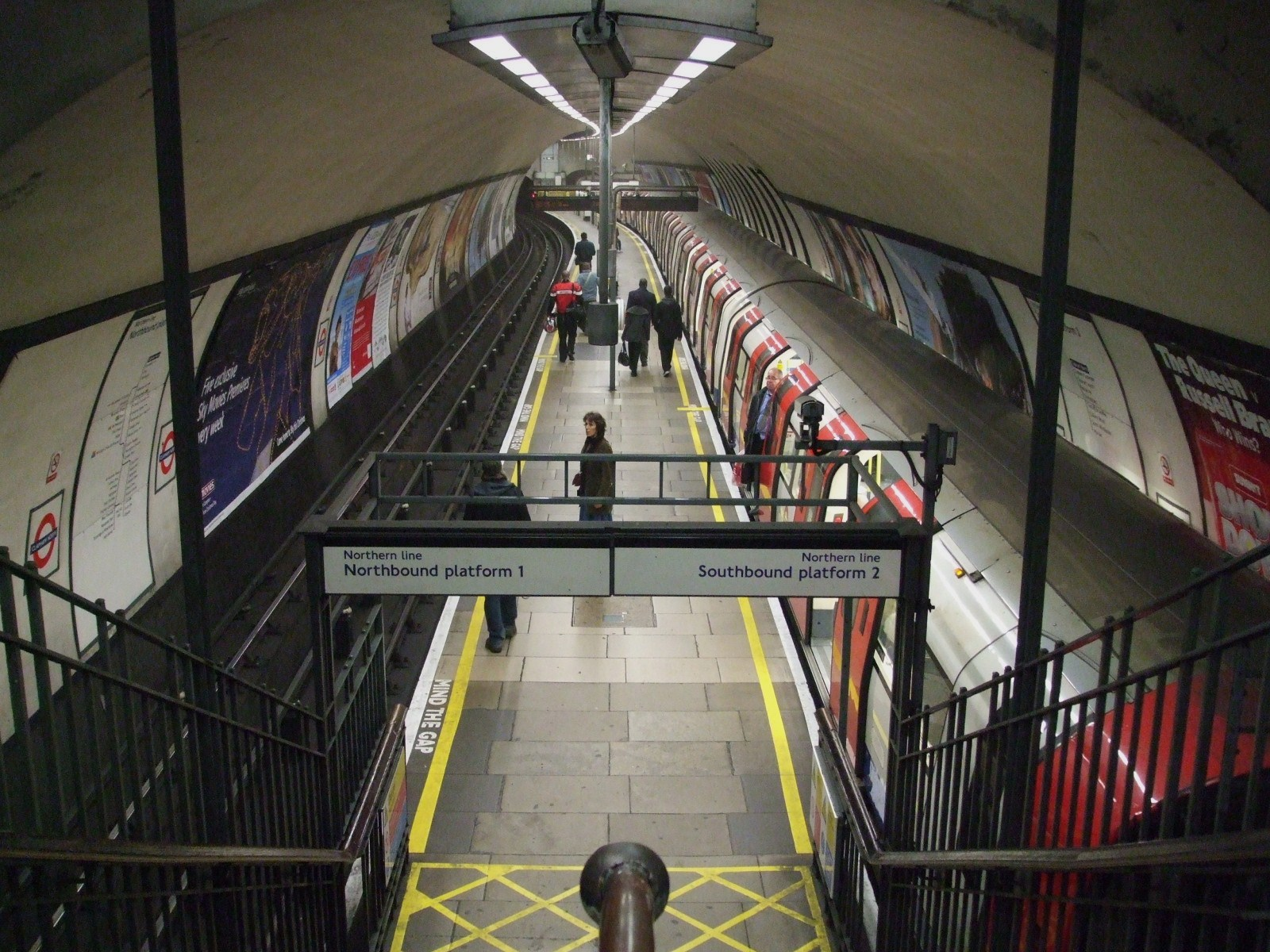
I binari della stazione di Clapham North
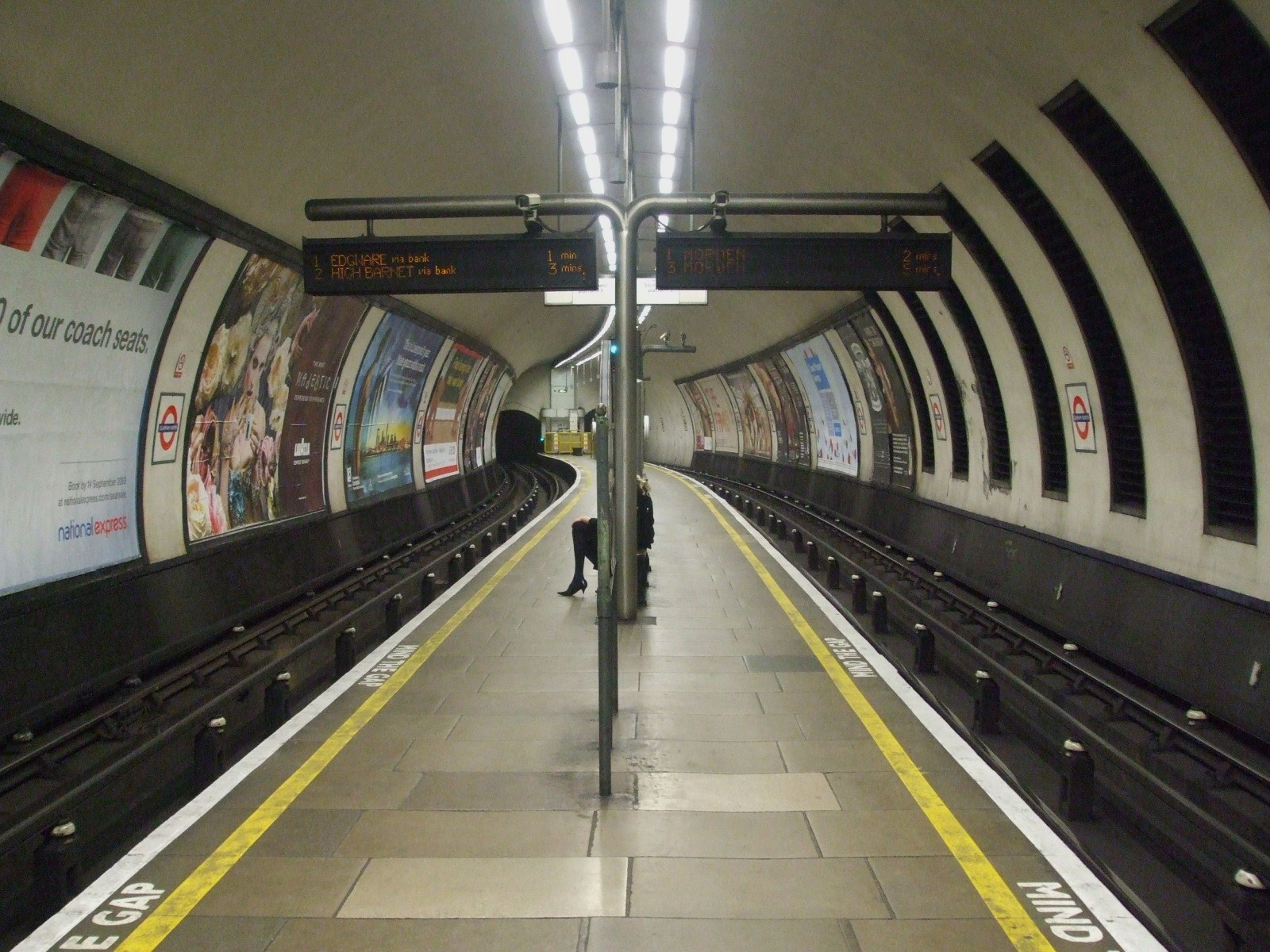
I binari di Clapham Common
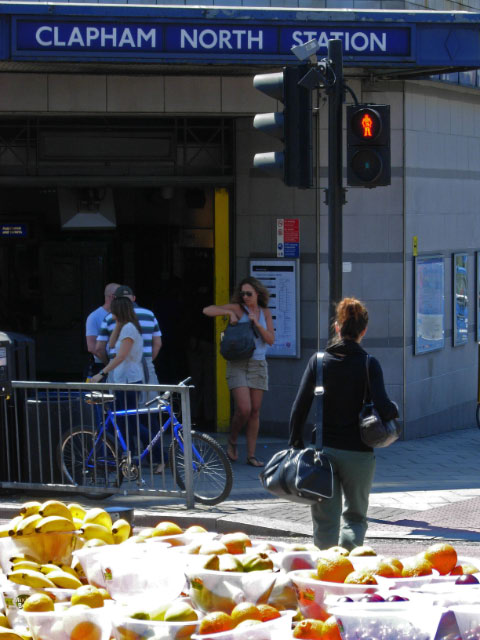
L'entrata della stazione
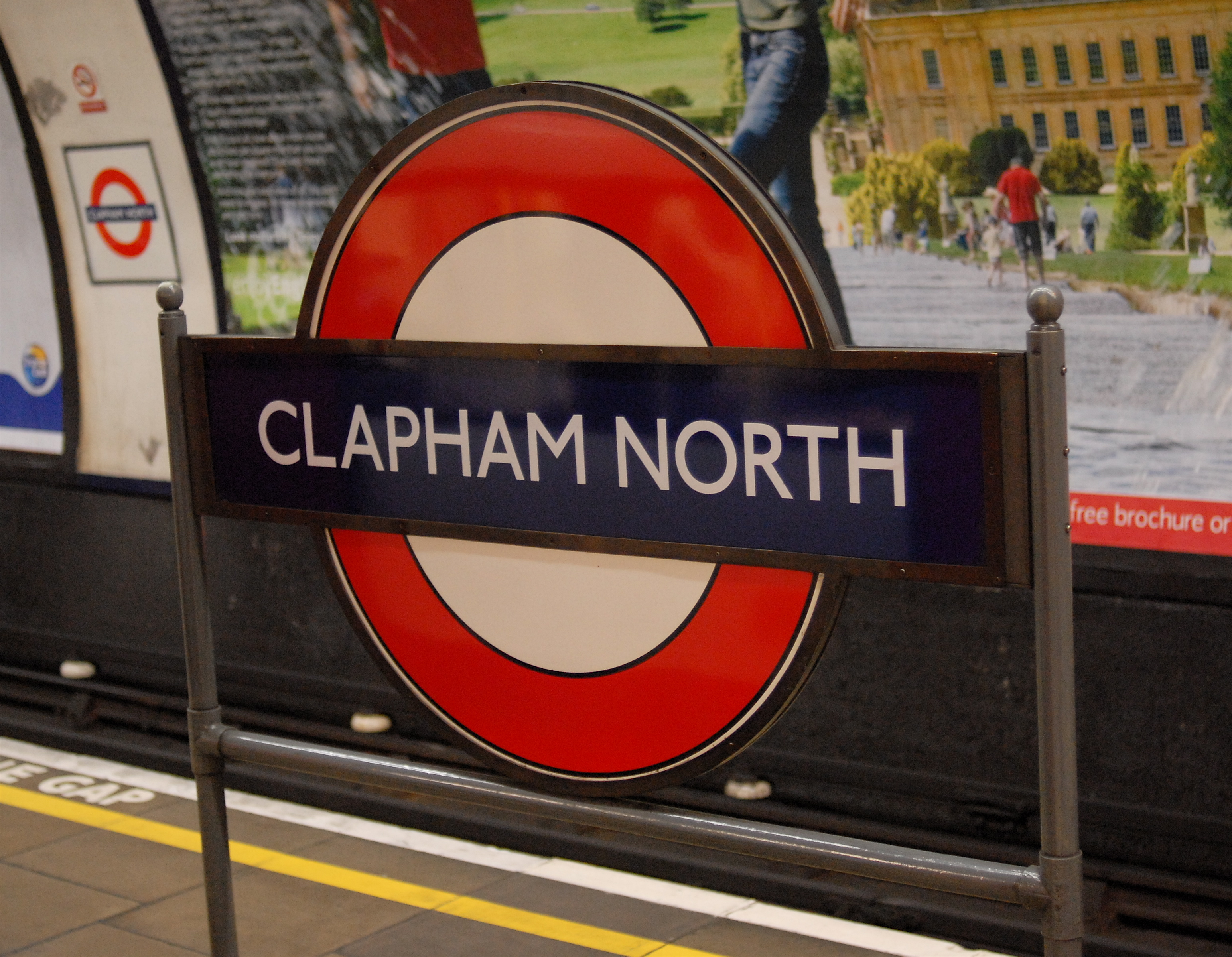
Il nome della stazione sul logo della metropolitana di Londra